# Vladimir
Vladimir (rusă Влади́мир) este un oraș în Rusia Centrală, capitala regiunii Vladimir. Orașul Vladimir este situat la 190 km de Moscova pe cursul râului Kliasma.

## Monumente
- Catedrala Adormirea Maicii Domnului din Vladimir (Uspenia)